# Kolín
Kolín és una ciutat de Txèquia, a Bohèmia, situada a l'esquerra del riu Elba, amb estació de ferrocarril amb diverses unions ferroviaris.Posseeix una església gòtica del segle xiv, dedicada a Sant Bartomeu; una altra de protestant, i alguns bons edificis públics. Indústries de sucre, productes químics, maquinària i altres. A la seva rodalia es lliurà el 18 de juny de 1757 una famosa batalla entre 33.000 prussians a les ordes de Frederic II en persona i 54.000 austríacs i saxons comandats per von Daun. En un principi portaven avantatja els prussians; però l'incompliment de les ordres de Frederic II, unit al talent de von Daun, donà la victòria als austríacs, els quals tingueren tan sols 8.000 baixes per 14.000 dels seus adversaris, els quals perderen, a més, 29 banderes i 43 canons. La conseqüència d'aquesta batalla fou l'aixecament del setge de Praga i l'evacuació de Bohèmia pels prussians.

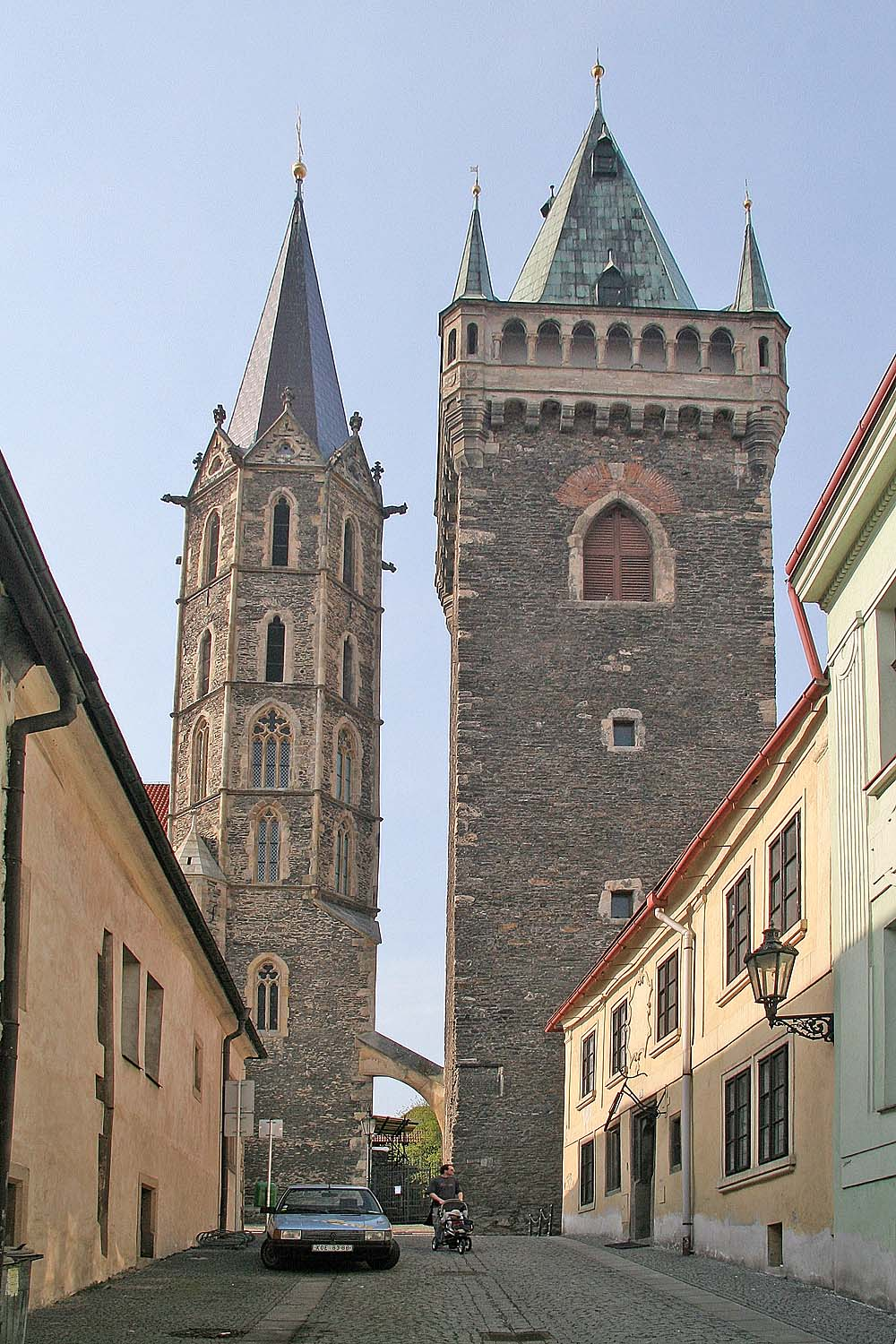
Església de Sant Bartomeu al carrer Charles de Kolín

.